# Eucarcharus fallax
Eucarcharus fallax är en insektsart som beskrevs av Brunner von Wattenwyl 1907. Eucarcharus fallax ingår i släktet Eucarcharus och familjen Phasmatidae. Inga underarter finns listade i Catalogue of Life.